# Fuel for the Fire
Fuel for the Fire es el tercer EP de la banda de heavy metal estadounidense Impellitteri.

## Lista de canciones
1. «Fuel for the Fire» - 4:26
2. «Stand Or Fall» - 4:37
3. «Paradise» - 6:01
4. «Tears In The Eyes Of The World» - 3:11

## Personal
- Chris Impellitteri - guitarra
- James Amelio Pulli - bajo
- Edward Harris Roth - teclado
- Ken Mary - batería
- Rob Rock - voz